# Московський інститут філософії, літератури та історії
Моско́вський інститу́т філосо́фії, літерату́ри та істо́рії (МІФЛІ, ІФЛІ або ІФЛІТ) — гуманітарний вищий навчальний заклад університетського типу, який діяв у Москві у 1931—1941 роках.

## Історія
МІФЛІ було створено 1931 року на базі факультету історії і філософії Московського університету.
Кандидати (нині абітурієнти) повинні були мати 17 років і добрий атестат по закінченню школи. Вітались знання іноземних мов. Тому в інститут потрапляли діти партійної номенклатури, що працювали за кордоном разом із родинами та дітьми, що засвоювали іноземні мови під час навчання за кордоном.
Наявність відмінного атестату (що дорівнював тоді золотій медалі) не позбавляв від конкурсу, бо інститут швидко став елітним навчальним закладом СРСР. Документи брали тільки при наявності рекомендацій від комсомольської або компартійної організації. Якщо якогось документа або рекомендації бракувало, абітурієнт мав складати іспити на загальних умовах. Іспитів було вісім, особливо ретельно перевіряли знання іноземних мов. Інститут швидко підпав під нагляд НКВС, серед студентів були агенти держбезпеки. Студентам із знанням іноземних мов пропонували стати агентами НКВС.
Студентам виплачували стипендію, але тільки  іногородні мали право на інститутський гуртожиток.
1941 року МІФЛІ розформували, евакуювали в місто Ташкент та знову включили до складу Державного Московського університету.

## Відомі випускники
- Гудзенко Семен Петрович, поет;
- Зінов'єв Олександр Олександрович, філософ, художник, літератор;
- Коган Павло Давидович, поет;
- Левітанський Юрій Давидович, поет, перекладач;
- Межиров Олександр Петрович, поет;
- Наровчатов Сергій Сергійович, поет;
- Померанц Григорій Соломонович, філософ, культуролог;
- Семенов, Володимир Семенович, радянський дипломат;
- Сидельникова Зінаїда Яківна, літературний редактор творів Сталіна;
- Слуцький Борис Абрамович, поет;
- Твардовський Олександр Трифонович, поет, перекладач;
- Феохаріс Кессидіс, філософ;
- Шелепін Олександр Миколайович, радянський функціонер, голова КДБ СРСР (1958–1961). Член компартії з 1940 року, член ЦК КПРС з 1952 року.